# Mabel and Fatty's Wash Day
Mabel and Fatty's Wash Day, també titulada posteriorment “Mabel’s Flirtation”, és una pel·lícula muda de la Keystone dirigida per Roscoe Arbuckle i protagonitzada per ell mateix i Mabel Normand. La pel·lícula, d’una bobina, es va estrenar 14 de gener de 1915.

## Argument
Mabel està rentant roba mentre el seu marit dorm a l'habitació del costat i quan ella el crida es nega a ajudar-la. Enfadada, li tira una cassola d’aigua per sobre sense aconseguir res. A la casa del costat també és el dia de bugada per a Fatty, que treballa mentre la seva dona mandreja en el dormitori i no el vol ajudar. Mabel i Fatty aviat es troben a fora mentre estenen la roba. Fatty ofereix a Mabel que usi el seu escorredor de rodet per treure l’aigua i mentre ho fa la seva bata queda atrapada entre els rodets mostrant les seves cames. El marit de Mabel presencia l'incident i s'enfronta al veí corpulent advertint-lo que es mantingui allunyat de la seva dona. Més tard, cada parella surt a passejar pel parc.
La dona de Fatty s'adorm en un banc mentre ell li llegeix una revista. En un altre banc del parc, Mabel i el seu marit discuteixen i se'n va oblidant-se d’agafar la bossa. Mabel es troba amb Fatty i comparteixen queixes sobre els seus respectius cònjuges. Acaben anant a un cafè a l'aire lliure proper per prendre un mos. Allà s'adonen que no tenen diners, així que Fatty marxa a buscar la bossa de la seva dona que fa la migdiada. Tornant al cafè, paga al cambrer la consumició. Mentrestant, el marit de Mabel, amb la seva bossa, la busca al parc. En passar per davant de la dona de Fatty aquesta es desperta, troba a faltar la seva bossa i veu que el marit de la Mabel s'allunya portant-ne una. Avisa dos policies, que, juntament ella, el persegueixen fins al cafè on Mabel i Fatty encara estan asseguts. Es produeix una baralla general i la pel·lícula acaba amb Fatty sent copejat pels policies i la seva dona i Mabel allunyant-se agafant el seu marit per l'orella.

## Repartiment
- Mabel Normand (Mabel)
- Roscoe Arbuckle (Fatty)
- Harry McCoy (marit de Mabel)
- Alice Davenport (esposa de Fatty)
- Joe Bordeaux (policia)
- Luke the Dog (el gos de Mabel)
- Edgar Kennedy (cambrer)